# 35P/Herschel–Rigollet
35P/Herschel–Rigollet är en periodisk komet som upptäcktes första gången 21 december 1788 av astronomen Caroline Herschel.

## Upptäckt
Herschel upptäckte kometen nära stjärnan Beta Lyrae i stjärnbilden Lyran. Den beskrevs då som en nebulosa som var mellan fem och sex bågminuter i diameter. Kometen följdes fram till den 15 februari av flera engelska astronomer. Flera möjliga omloppsbanor togs fram, från icke-periodiska till periodiska med omloppstider på mer än tusen år.

## Återkomsten 1939
Roger Rigollet återupptäckte kometen i juli 1939. I augusti nådde den som bäst en skenbar magnitud på 7 och hade då en kometsvans som sträckte sig mellan en och två bågminuter. Man kunde snart beräkna en omloppsbana och konstatera att kometen var identisk med Herschels komet från 1788.
Både 1939 och 1788 kom kometen inte närmare jorden är 0,8 AU.